# Thamnaconus fajardoi
Thamnaconus fajardoi és una espècie de peix de la família dels monacàntids i de l'ordre dels tetraodontiformes.

## Morfologia
- Els mascles poden assolir 22 cm de longitud total.[4]

## Hàbitat
És un peix marí, d'aigües profundes i demersal que viu entre 130-150 m de fondària.

## Distribució geogràfica
Es troba al sud del Canal de Moçambic, Madagascar, Reunió i Maurici.

## Observacions
És inofensiu per als humans.